# Dragensdorf
Dragensdorf è una frazione del comune di Dittersdorf, nel circondario della Saale-Orla, in Turingia (Germania).
Comune autonomo fino al 2010 quando è stato inglobato nel comune di Dittersdorf, parte della comunità amministrativa (Verwaltungsgemeinschaft) di Seenplatte.